# Aglia privata
Aglia privata är en fjärilsart som beskrevs av Schultz. 1905. Aglia privata ingår i släktet Aglia och familjen påfågelsspinnare. Inga underarter finns listade i Catalogue of Life.